# Narsapur
Narsapur là một thành phố và khu đô thị của quận West Godavari thuộc bang Andhra Pradesh, Ấn Độ.

## Địa lý
Narsapur có vị trí 19°06′B 78°10′Đ / 19,1°B 78,17°Đ Nó có độ cao trung bình là 349 mét (1145 feet).

## Nhân khẩu
Theo điều tra dân số năm 2001 của Ấn Độ, Narsapur có dân số 58.508 người. Phái nam chiếm 49% tổng số dân và phái nữ chiếm 51%. Narsapur có tỷ lệ 75% biết đọc biết viết, cao hơn tỷ lệ trung bình toàn quốc là 59,5%: tỷ lệ cho phái nam là 78%, và tỷ lệ cho phái nữ là 71%. Tại Narsapur, 11% dân số nhỏ hơn 6 tuổi.